# Jean-Michel Cachat
Pas d'image ? Cliquez ici
Jean-Michel Cachat, dit « le Géant », né le 12 novembre 1755 à Chamonix (hameau des Plans) et mort le 8 février 1840 dans la même ville, est un guide de montagne.

## Biographie
Il effectue la première traversée du col du Géant en juin 1787 en compagnie d'Alexis Tournier, ce qui lui vaut, ainsi que ses capacités physiques, son surnom. Le 5 juillet 1787, il réalise la seconde ascension du mont Blanc, avec Jacques Balmat, auteur de la première pratiquement un an auparavant, et de nouveau Alexis Tournier. Ces guides préparent ainsi l'ascension de Horace Bénédict de Saussure, l'instigateur de la conquête du sommet. Au total, Cachat y parvient à cinq reprises.
Quelques années plus tard, Cachat participe à la construction du Temple de la Nature, surplombant la Mer de Glace au Montenvers.

## Œuvre littéraire
- Les carnets de Cachat Le Géant. Mémoires de Jean-Michel Cachat dit "Le Géant", Guide de Monsieur de Saussure, Paysan de la vallée de Chamonix